# Solieria piperi
Solieria piperi là một loài ruồi trong họ Tachinidae.